# Machavalahalli, Gudibanda
Machavalahalli là một làng thuộc tehsil Gudibanda, huyện Kolar, bang Karnataka, Ấn Độ.